# Banda municipal de música de Casas de Ves
La Banda municipal de música de Casas de Ves es relativamente joven, pues se fundó en 1987 de la mano del director don Telesforo Cuenca Játiva. 
En el año 2000, su alumno don Miguel Ángel Tolosa Pérez toma su testigo, siendo su actual director.
Casas de Ves es un municipio español de la provincia de Albacete, dentro de la comunidad autónoma de Castilla-La Mancha.